# Gerry Byrne
Gerald Byrne, detto Gerry (Liverpool, 29 agosto 1938 – Wrexham, 28 novembre 2015), è stato un calciatore inglese, di ruolo difensore. Fu campione del mondo con l'Inghilterra nel 1966.

## Carriera

### Club
Giocò nel Liverpool sin dai tempi della scuola, quando aveva 15 anni nel 1953. Il manager Don Welsh gli offrì un contratto da professionista il giorno dopo il suo diciassettesimo compleanno il 30 agosto 1955. Due anni dopo debuttò con i Reds il 28 settembre 1957 e nella sconfitta per 5-1 rimediata contro il Charlton Athletic. Dovette aspettare altri quattro anni per segnare il suo primo gol che arrivò al 52' della vittoria 3-1 sul Brighton, in una gara della Second Division giocata ad Anfield Road il 3 febbraio 1962.
Il debutto fu l'unica apparizione nella stagione 1957-1958 e solo con l'arrivo di Bill Shankly ebbe maggiori opportunità di giocare, considerando che fino ad allora disputò solo 7 gare in tre stagioni, sommando 28 gare tra campionato e coppe nazionali nella stagione in cui il Liverpool arrivò per la quinta volta consecutiva terzo in Second Division.
Con Shankly diventò uno dei più utilizzati della rosa dei Reds che riuscirono a conquistare la promozione in Premier League, vincendo il titolo della Second Division con 8 punti di vantaggio sul Leyton Orient.
Nella prima stagione in Premier giocò in 38 delle 42 gare di campionato ed anche in tutte e 7 le gare della FA Cup del 1965 che vide il Liverpool arrivare in finale. La gara si disputò a Wembley il 1º maggio e lui la giocò con una clavicola rotta. Si infortunò al terzo minuto ma giocò il resto della partita e tutti i tempi supplementari dopo i quali il Liverpool vinse la Coppa per la prima volta nella sua storia. Si procurò la frattura in uno scontro con il capitano del Leeds United Bobby Collins e, con le sostituzioni non ancora introdotte nel 1965, decise di continuare a giocare. Riuscì così, insieme ai compagni di squadra, a tenere l'infortunio nascosto agli avversari. All'inizio del primo tempo supplementare servì l'assist che Roger Hunt trasformò nel gol del vantaggio: il 2-1 finale consegnò la prima vittoria al Liverpool in FA Cup.
Il suo non fu l'unico infortunio che rischiò di lasciare una squadra in dieci uomini nella finale della Coppa: lo precedettero i portieri Bert Trautmann nel 1955 e Ray Wood nel 1957, ed i giocatori di movimento Roy Dwight nel 1959, Dave Whelan nel 1960 e Len Chalmers nel 1961. Due anni dopo la finale vittoriosa del Liverpool, la Federcalcio inglese permise di avere un sostituto nella finale della competizione.
La stagione 1965-1966 fu ancora trionfale per lui e i Reds che vinsero il secondo titolo in tre stagioni.
Rimase ad Anfield fino al 1969, quando un altro infortunio mise fine alla sua carriera.

### Nazionale
Al termine del campionato vinto dal Liverpool nella stagione 1965-1966, sia lui che l'ala Ian Callaghan e l'attaccante Roger Hunt vennero convocati da Alf Ramsey nella Nazionale inglese per il Campionato mondiale di calcio 1966 giocato in casa. Pur senza scendere in campo in nessuna delle gare della competizione, ebbe ugualmente l'onore di essere membro della squadra campione del mondo.
Giocò comunque 2 gare con la Nazionale, debuttando il 6 aprile 1963 a Wembley contro la Scozia, vinta dagli scozzesi per 2-1.

## Statistiche

### Cronologie presenze e reti in nazionale
| Cronologia completa delle presenze e delle reti in nazionale ― Inghilterra | Cronologia completa delle presenze e delle reti in nazionale ― Inghilterra | Cronologia completa delle presenze e delle reti in nazionale ― Inghilterra | Cronologia completa delle presenze e delle reti in nazionale ― Inghilterra | Cronologia completa delle presenze e delle reti in nazionale ― Inghilterra | Cronologia completa delle presenze e delle reti in nazionale ― Inghilterra | Cronologia completa delle presenze e delle reti in nazionale ― Inghilterra | Cronologia completa delle presenze e delle reti in nazionale ― Inghilterra |
| Data                                                                       | Città                                                                      | In casa                                                                    | Risultato                                                                  | Ospiti                                                                     | Competizione                                                               | Reti                                                                       | Note                                                                       |
| -------------------------------------------------------------------------- | -------------------------------------------------------------------------- | -------------------------------------------------------------------------- | -------------------------------------------------------------------------- | -------------------------------------------------------------------------- | -------------------------------------------------------------------------- | -------------------------------------------------------------------------- | -------------------------------------------------------------------------- |
| 6-4-1963                                                                   | Londra                                                                     | Inghilterra                                                                | 1 – 2                                                                      | Scozia                                                                     | Torneo Interbritannico 1962                                                | -                                                                          |                                                                            |
| 29-6-1966                                                                  | Oslo                                                                       | Norvegia                                                                   | 1 – 6                                                                      | Inghilterra                                                                | Amichevole                                                                 | -                                                                          |                                                                            |
| Totale                                                                     |                                                                            | Presenze                                                                   | 2                                                                          |                                                                            | Reti                                                                       | 0                                                                          |                                                                            |

## Palmarès

### Club
- Campionato inglese: 2

Liverpool: 1963-1964, 1965-1966
- Coppa d'Inghilterra: 1

Liverpool: 1964-1965
- Charity Shield: 3

Liverpool: 1964, 1965, 1966

### Nazionale
- Campionato mondiale: 1

Inghilterra 1966